# Charles Townshend, 1. Baron Bayning

Wappen des Charles Townshend, 1. Baron Bayning

Charles Townshend, 1. Baron Bayning (* 27. August 1728; † 19. Mai 1810), war ein britischer Peer und Politiker.

## Leben
Er war der Sohn des Hon. William Townshend (1702–1738) aus dessen Ehe mit Henrietta Powlett (1705–1755). Sein Vater war der dritte Sohn des Charles Townshend, 2. Viscount Townshend.
Er wurde am Eton College erzogen und schloss 1749 sein Studium am Clare College der Universität Cambridge als Master of Arts ab. 1751 war er Sekretär beim britischen Botschafter in Spanien.
Von 1756 bis 1786 sowie von 1790 bis 1796 war er als Abgeordneter für das Borough Yarmouth in Norfolk Mitglied des britischen House of Commons.
1765 hatte er das Amt eines Lord of the Admiralty, 1770 bis 1777 das eines Lord of the Treasury und 1777 bis 1782 das eines Joint Vice-Treasurer für Irland inne. 1777 wurde er in Privy Council aufgenommen und 1783 war er zeitweise Treasurer of the Navy.
Am 20. Oktober 1797 wurde er als Baron Bayning, of Foxley in the County of Berks, in die Peerage of Great Britain erhoben und wurde dadurch Mitglied des House of Lords.

## Ehe und Nachkommen
Er heiratete seine Cousine Annabella Powlett-Smyth, Tochter von Reverend Richard Smyth, anglikanischer Pfarrer von Myddle in Shropshire. Beide Ehepartner waren jeweils mütterlicherseits Enkel des Lord William Powlett (1666–1729), jüngerer Sohn des Charles Paulet, 1. Duke of Bolton. Mit ihr hatte er zwei Söhne, die ihm nacheinander 1810 bzw. 1823 als Barone Bayning nachfolgten und 1821 bzw. 1823 ihre Familiennamen nach einem Erbonkel mütterlicherseits änderten:
- Charles Powlett, 2. Baron Bayning (1785–1823);
- Henry William-Powlett, 3. Baron Bayning (1797–1866), anglikanischer Pfarrer von Brome and Oakley in Suffolk, ⚭ Emma Fellowes (um 1807–1887).